# 25 de fevereiro
25 de fevereiro é o 56.º dia do ano no calendário gregoriano. Faltam 309 dias para acabar o ano (310 em anos bissextos).

## Eventos históricos

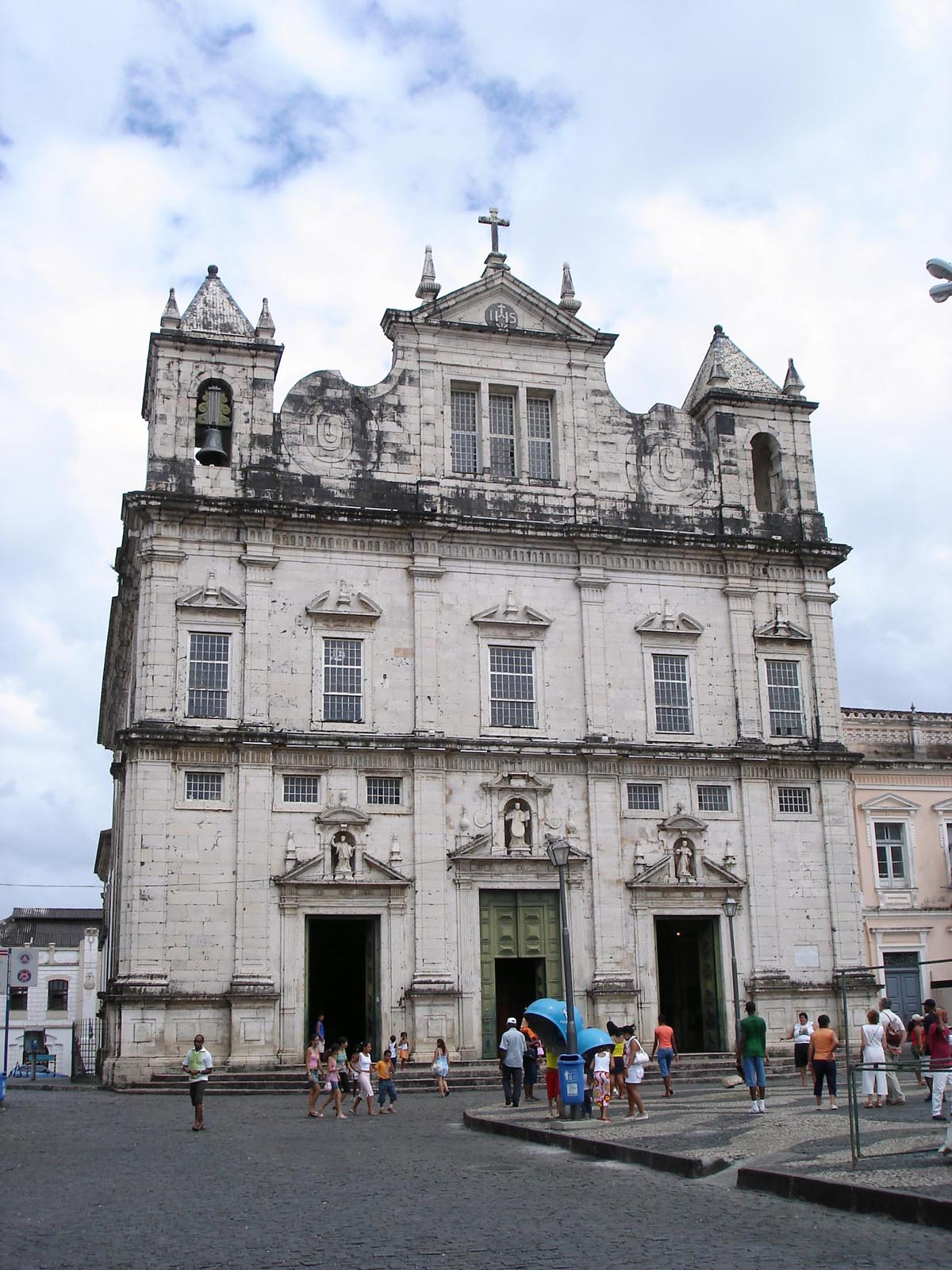
1551: Criação da Diocese de São Salvador da Bahia

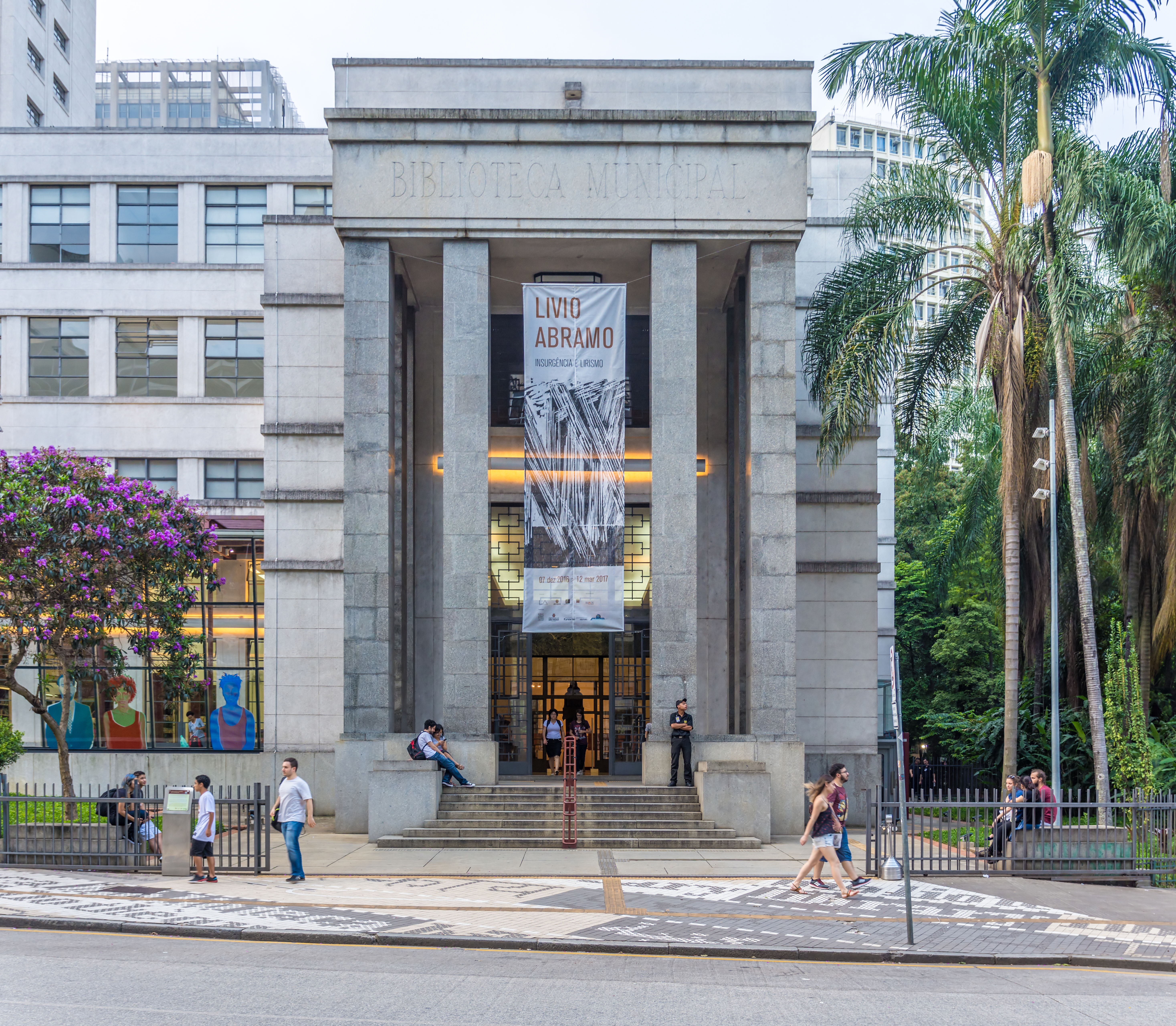
1925: Oficialmente instituída a Bibliotheca Municipal de São Paulo

- 52 a.C. — Pompeu é eleito cônsul único de Roma no Império Romano.[1]
- 0138 — Imperador romano Adriano adota efetivamente Antonino Pio, fazendo dele seu sucessor.
- 0493 — Odoacro entrega Ravena após um cerco de três anos e concorda com um acordo de paz com Teodorico, o Grande.
- 0628 — Cosroes II, o último grande rei do Império Sassânida, é destronado por seu filho Cavades II.
- 1308 — Eduardo II de Inglaterra e Isabel de França são coroados rei e rainha consorte da Inglaterra na Abadia de Westminster.
- 1336 — Quatro mil defensores de Pilenai, uma fortaleza no Grão-Ducado da Lituânia, cometem suicídio em massa para não serem levados cativos pelos Cavaleiros Teutônicos.
- 1551 — Criação da Diocese de São Salvador da Bahia, a primeira do Brasil, pelo Papa Júlio III.
- 1603 — Navio português Santa Catarina é capturado pela Companhia Holandesa das Índias Orientais na costa leste de Singapura.
- 1705 — A ópera Nero, de George Frideric Handel, estreou em Hamburgo.[2]
- 1836 — Samuel Colt recebe a patente dos Estados Unidos para o revólver Colt.
- 1843 — A Grã-Bretanha ocupa o Reino do Havaí.[3]
- 1869 — Abolida a escravatura em todos os domínios portugueses.
- 1875 — Imperador Guangxu da China inicia seu reinado, sob a regência da imperatriz-viúva Tseu-Hi.
- 1904 — O Decreto 1 181/1904 permite ao Presidente do Brasil administrar o território do Acre, incorporado ao Brasil através do Tr
- 1912 — Marie-Adélaïde, a mais velha das seis filhas de Guilherme IV, torna-se a primeira grã-duquesa reinante do Luxemburgo.[4]
- 1916 — Primeira Guerra Mundial: na Batalha de Verdun, uma unidade alemã captura o Forte Douaumont, pedra angular das defesas francesas, sem luta.
- 1918 — As forças alemãs capturam Tallinn para praticamente completar a ocupação da Estônia.[5]
- 1921 — Tbilisi, capital da República Democrática da Geórgia, é ocupada pela República Socialista Federativa Soviética da Rússia.
- 1925 — Oficialmente instituída a Bibliotheca Municipal de São Paulo.
- 1932 — Hitler, tendo sido apátrida por sete anos, obtém a cidadania alemã quando é nomeado funcionário do estado de Brunsvique por Dietrich Klagges, um colega nazista; o que permite-o concorrer ao cargo de Presidente do Reich na eleição de 1932.[6]
- 1933 — Lançamento do USS Ranger, o primeiro navio da Marinha dos Estados Unidos a ser projetado desde o início da construção como porta-aviões.
- 1941 — O proscrito Partido Comunista da Holanda organiza uma greve geral na Amsterdã ocupada pelos alemães para protestar contra a perseguição nazista aos judeus holandeses.[7]
- 1947
  - Proclamada a abolição formal da Prússia pelo Conselho de Controle Aliado, o governo prussiano já tendo sido abolido pelo Preußenschlag de 1932.
  - As forças soviéticas da NKVD na Hungria sequestram Béla Kovács - secretário-geral do Partido dos Pequenos Agricultores Independentes - e o deportam para a URSS desafiando o Parlamento.[8]
- 1948 — Partido Comunista assume o controle do governo na Tchecoslováquia e termina o período da Terceira República.
- 1951 — Aberta oficialmente em Buenos Aires, Argentina, pelo presidente Juan Perón, a primeira edição dos Jogos Pan-Americanos.
- 1956 — Em seu discurso Sobre o Culto da Personalidade e suas Consequências, Nikita Khrushchov, denuncia o culto à personalidade de seu antecessor, o já falecido Josef Stalin.
- 1980 — Governo do Suriname é derrubado por um golpe militar liderado por Dési Bouterse.
- 1981 — Luiz Inácio da Silva, também conhecido como Lula e outros 12 sindicalistas de São Bernardo do Campo, São Paulo, são julgados por incitamento à greve no ABC paulista e condenados a três anos de prisão.
- 1986 — Revolução do Poder Popular: o presidente das Filipinas Ferdinando Marcos foge do país após 20 anos de governo; Corazón Aquino se torna a primeira mulher presidente das Filipinas.
- 1991 — Abolido o Pacto de Varsóvia.
- 1992 — Massacre de Khojaly: cerca de 613 civis são mortos pelas forças armadas armênias durante o conflito na região do Nagorno-Karabakh no Azerbaijão.
- 1994 — Massacre do Túmulo dos Patriarcas: no Túmulo dos Patriarcas na cidade de Hebrom, na Cisjordânia, o judeu estadunidense Baruch Goldstein abre fogo com um rifle automático, matando 29 palestinos muçulmanos e ferindo outros 125 e espancado até a morte por sobreviventes.
- 1999 — O voo 1553 da Alitalia cai no Aeroporto Internacional Cristóvão Colombo, em Gênova, Itália, matando quatro pessoas.[9]
- 2009
  - Membros da força paramilitar "Rifles de Bangladesh" se amotinam em seu quartel em Pilkhana, Daca, Bangladesh, resultando em 74 mortes, incluindo mais de 50 oficiais do exército.
  - Voo Turkish Airlines 1951 cai ao tentar aterrissar no Aeroporto Internacional de Schiphol, nos Países Baixos, principalmente devido a uma falha no radioaltímetro, resultando na morte de nove passageiros e tripulação, incluindo os três pilotos.
- 2012 — A Estação Antártica Comandante Ferraz, pertencente ao Brasil, é parcialmente destruída por um incêndio.
- 2015 — Pelo menos 310 pessoas morrem em avalanches no Nordeste do Afeganistão.
- 2021 — As Forças Armadas da Armênia pedem a renúncia do primeiro-ministro Nikol Pashinyan, e o governo acusa os militares de uma tentativa de golpe de Estado.[10]

## Nascimentos

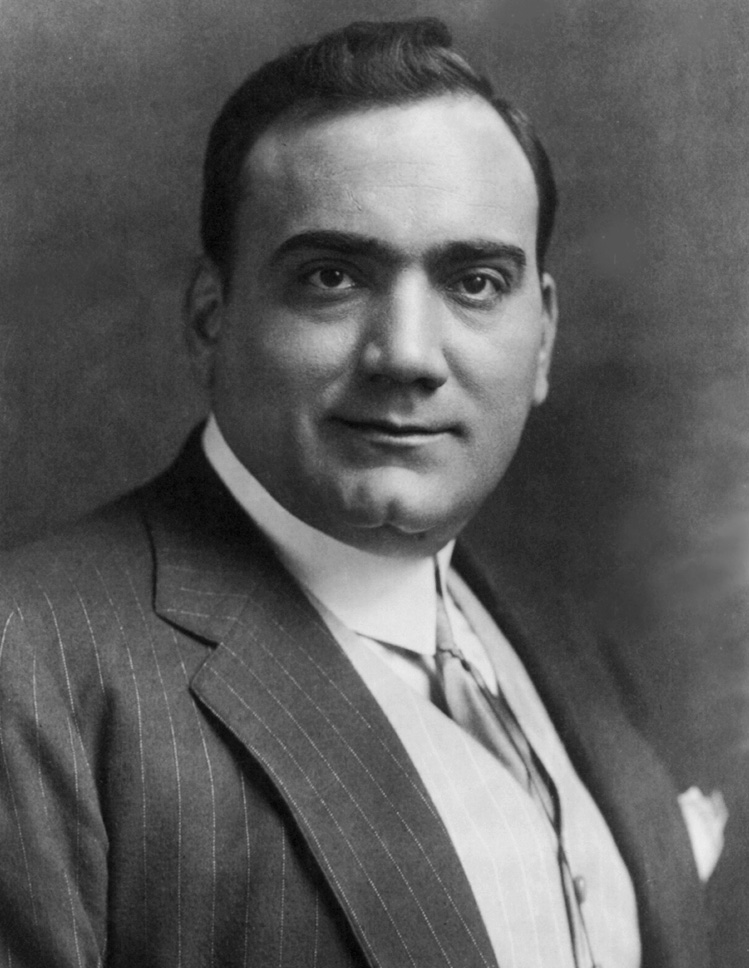
Enrico Caruso

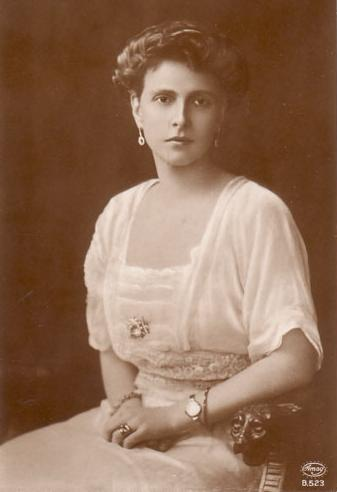
Alice de Battenberg

Pedro de Lara

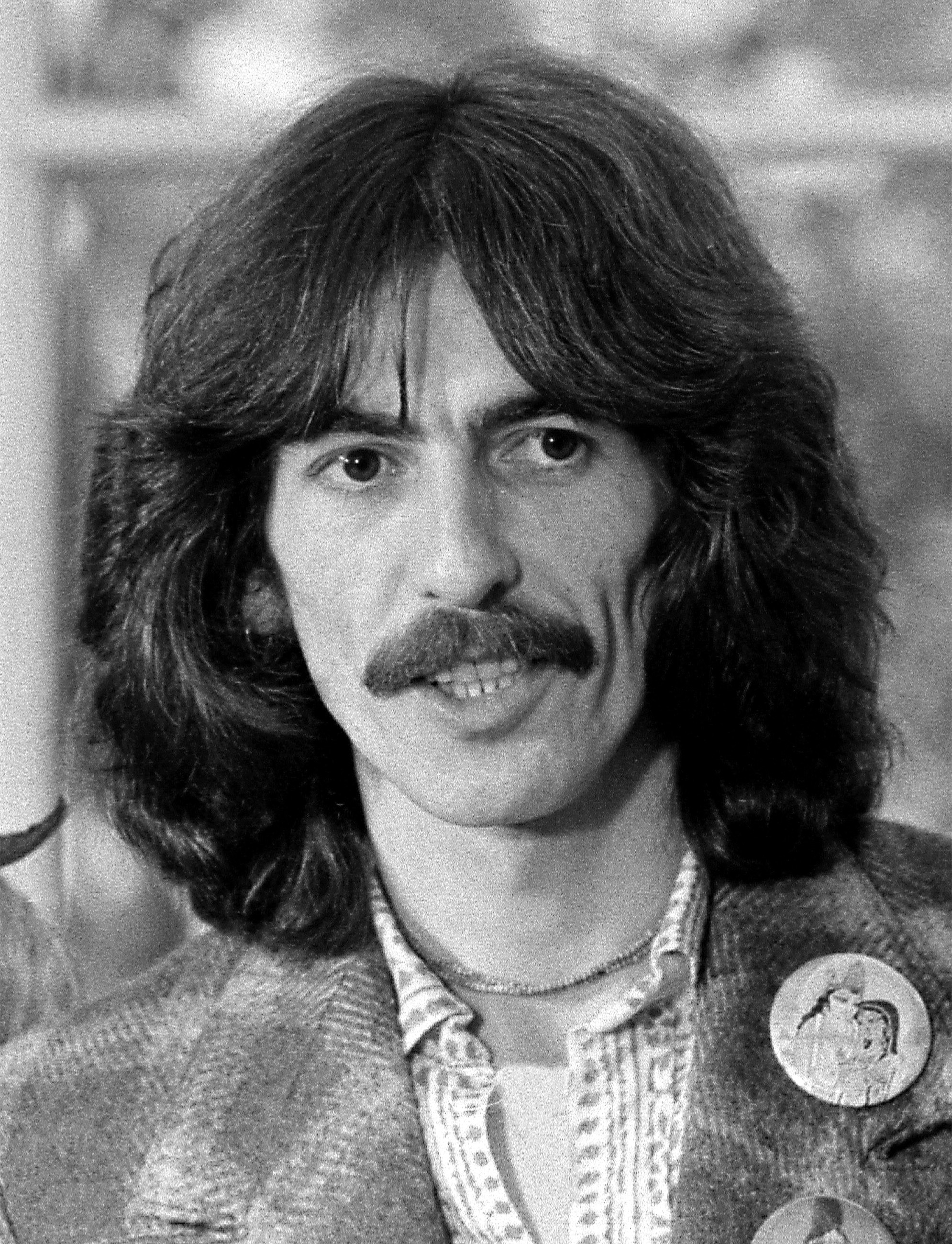
George Harrison

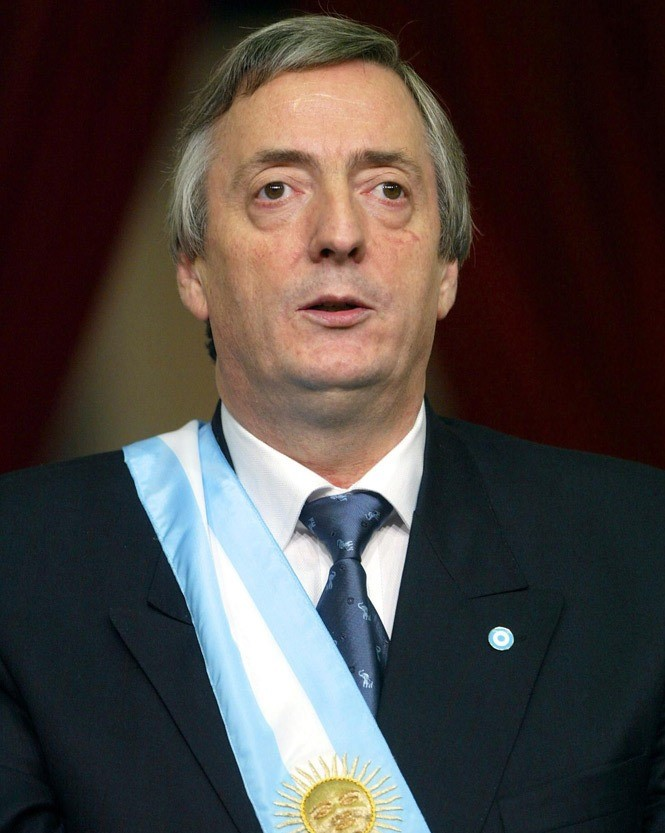
Néstor Kirchner

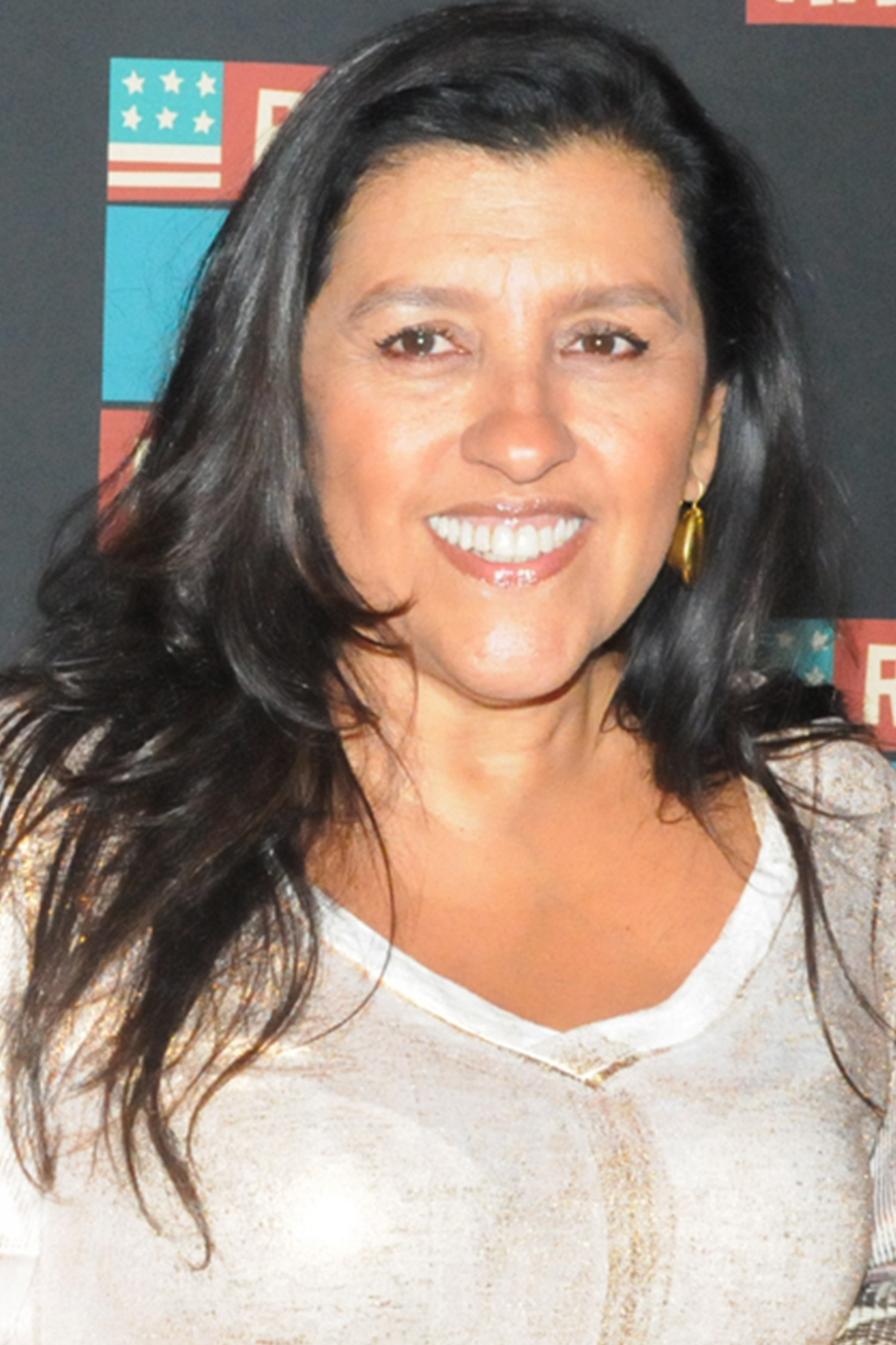
Regina Casé

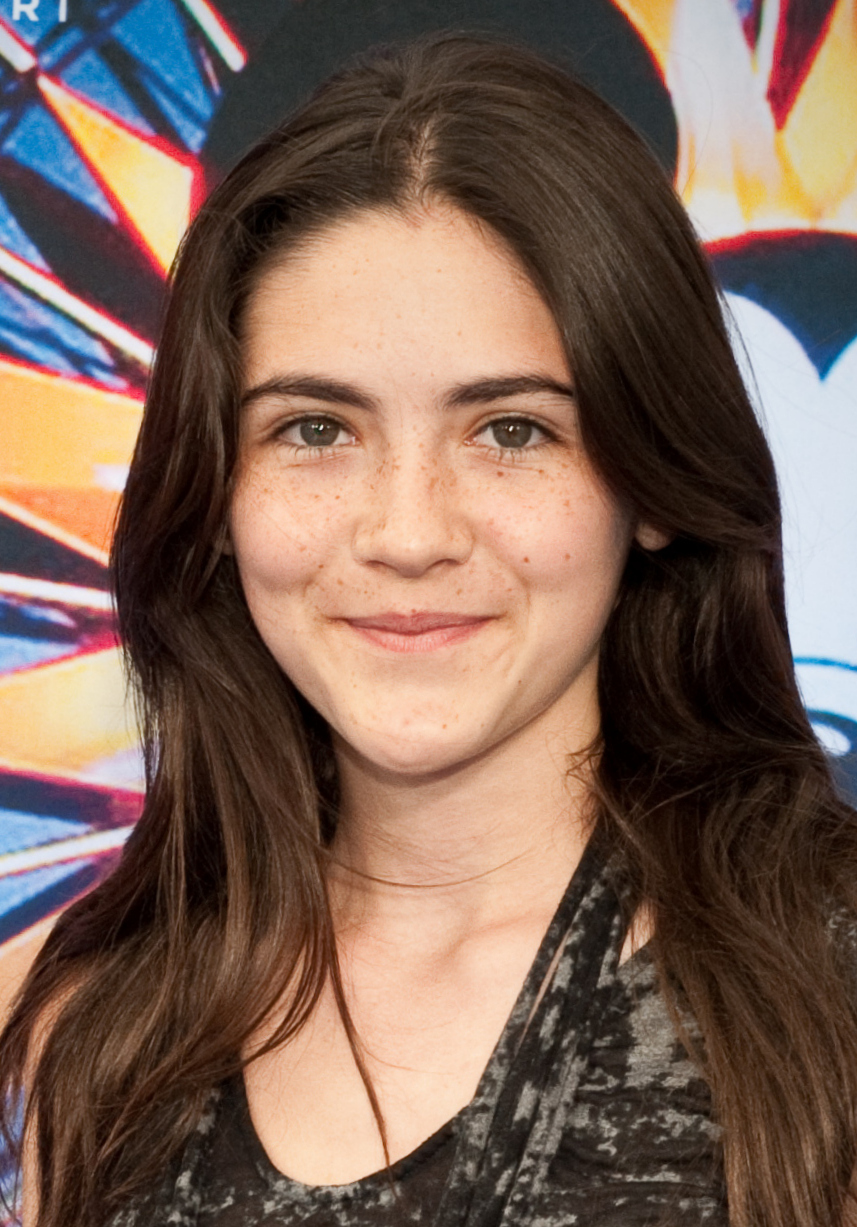
Isabelle Fuhrman

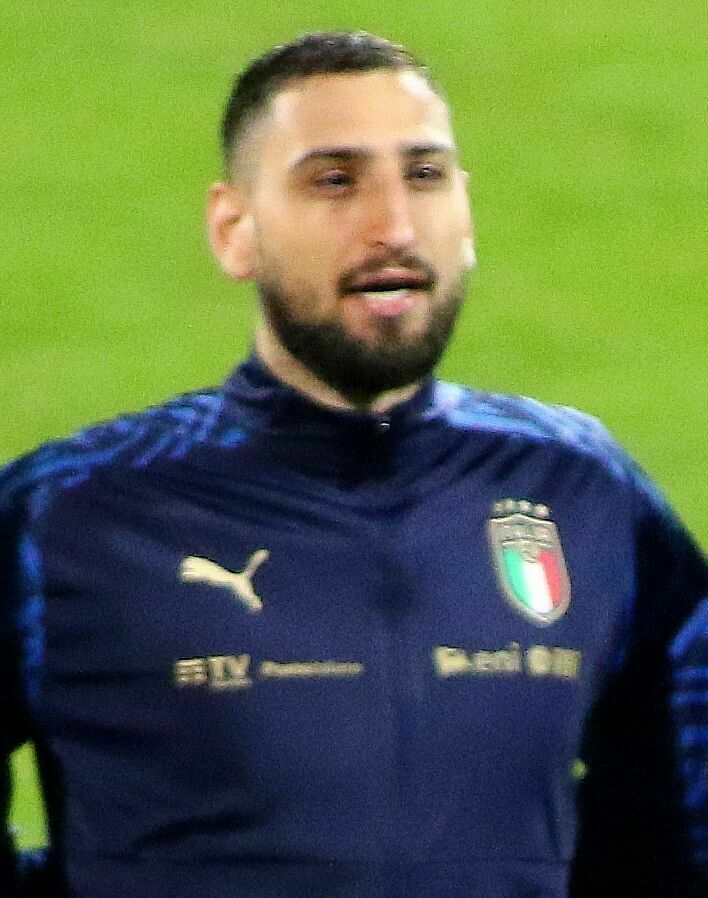
Gianluigi Donnarumma

### Anterior ao século XIX
- 1259 — Branca de Portugal (m. 1321).
- 1337 — Venceslau I de Luxemburgo (m. 1383).
- 1540 — Henrique Howard, 1.º Conde de Northampton (m. 1614).
- 1552 — Madalena de Lippe, condessa de Hesse-Darmstadt (m. 1587).
- 1591 — Friedrich Spee, poeta e escritor alemão (m. 1635).
- 1643 — Amade II, sultão otomano (m. 1695).
- 1727 — Armand-Louis Couperin, compositor francês (m. 1789).
- 1707 — Carlo Goldoni, dramaturgo e compositor italiano (m. 1793).
- 1752 — John Graves Simcoe, general e político anglo-canadense (m. 1806).
- 1778 — José de San Martín, general e político argentino (m. 1850).

### Século XIX
- 1812 — Carl Christian Hall, advogado e político dinamarquês (m. 1888).
- 1816 — Giovanni Morelli, historiador e crítico italiano (m. 1891).
- 1833 — John St. John, advogado e político americano (m. 1916).
- 1841 — Pierre-Auguste Renoir, pintor e escultor francês (m. 1919).
- 1842 — Karl May, escritor, poeta e dramaturgo alemão (m. 1912).
- 1855 — Cesário Verde, poeta e escritor português (m. 1886).
- 1856 — Karl Lamprecht, historiador e acadêmico alemão (m. 1915).
- 1860
  - Godofredo Cunha, jurista e magistrado brasileiro (m. 1936).
  - William Ashley, historiador e acadêmico britânico (m. 1927).
- 1865 — Andranik Ozanian, general armênio (m. 1927).
- 1866 — Benedetto Croce, filósofo e político italiano (m. 1952).
- 1873 — Enrico Caruso, tenor ítalo-americano (m. 1921).
- 1877 — Erich von Hornbostel, musicólogo e acadêmico austríaco (m. 1935).
- 1881 — Aleksei Rykov, político russo (m. 1938).
- 1883 — Alice de Albany, Condessa de Athlone (m. 1981).
- 1885 — Alice de Battenberg, princesa greco-dinamarquesa (m. 1969).
- 1888 — John Foster Dulles, advogado e político americano (m. 1959).
- 1890 — Myra Hess, pianista e educadora britânica (m. 1965).
- 1891 — Alfredo Marceneiro, fadista português (m. 1982).
- 1894 — Meher Baba, mestre espiritual indiano (m. 1969).
- 1896 — Alberto Guignard, pintor brasileiro (m. 1962).
- 1897 — Helen Jerome Eddy, atriz americana (m. 1990).
- 1898 — William Astbury, físico e biólogo molecular britânico (m. 1961).

### Século XX

#### 1901–1950
- 1902 — Oscar Cullmann, teólogo francês (m. 1999).
- 1908 — Frank G. Slaughter, médico e escritor americano (m. 2001).
- 1912 — Émile Allais, esquiador francês (m. 2012).
- 1913
  - Jim Backus, ator e roteirista americano (m. 1989).
  - Gert Fröbe, ator alemão (m. 1988).
- 1916 —Reinhard Bendix, sociólogo teuto-americano (m. 1991).
- 1917
  - Anthony Burgess, escritor, dramaturgo e crítico britânico (m. 1993).
  - Brenda Joyce, atriz norte-americana (m. 2009).
- 1918 — Bobby Riggs, tenista americano (m. 1995).
- 1924 — Hugh Huxley, biólogo e acadêmico anglo-americano (m. 2013).
- 1925
  - Shehu Shagari, ex-presidente da Nigéria (m. 2019).
  - Lisa Kirk, atriz e cantora americana (m. 1990).
  - Pedro de Lara, radialista, escritor, ator e jurado brasileiro (m. 2007).
- 1927 — Ralph Stanley, cantor e tocador de banjo americano (m. 2016).
- 1928
  - Paul Elvstrøm, iatista dinamarquês (m. 2016).
  - Larry Gelbart, escritor e roteirista americano (m. 2009).
- 1932 — Tony Brooks, automobilista britânico (m. 2022).
- 1934
  - Tony Lema, golfista americano (m. 1966).
  - Juvenal Juvêncio, dirigente esportivo e político brasileiro (m. 2015).
  - Juan Joya, futebolista peruano (m. 2007).
- 1935 — José Macia, ex-futebolista e ex-treinador de futebol brasileiro.
- 1936 — Peter Hill-Wood, empresário e dirigente esportivo britânico (m. 2018).
- 1937
  - Tom Courtenay, ator britânico.
  - Nazario Pardini, ensaista e poeta italiano.
- 1938 — Herb Elliott, ex-corredor australiano de 1 500 metros.
- 1940
  - Ron Santo, jogador de beisebol e comentarista esportivo americano (m. 2010).
  - Luiz Henrique da Silveira, político brasileiro (m. 2015).
- 1941
  - David Puttnam, produtor cinematográfico e acadêmico britânico.
  - Pierluigi Cera, ex-futebolista italiano.
- 1942—Eusébio,ex-futebolista português (m. 2014).
- 1943
  - Wilson Piazza, ex-futebolista brasileiro.
  - George Harrison, cantor, compositor, guitarrista e produtor cinematográfico britânico (m. 2001).
- 1944
  - António Damásio, neurologista e neurocientista português.
  - François Cevert, automobilista francês (m. 1973).
- 1945 — Toshikatsu Matsuoka, político japonês (m. 2007).
- 1946 — Jean Todt, ex-automobilista e gerente de equipe francês.
- 1947 — Lee Evans, velocista e treinador de atletismo americano (m. 2021).
- 1948 — Friedrich Koncilia, ex-futebolista austríaco.
- 1949
  - Amin Maalouf, jornalista e escritor libanês-francês.
  - Viktor Klimenko, ex-ginasta russo.
  - Ric Flair, ex-wrestler norte-americano.
- 1950
  - Neil Jordan, diretor de cinema, roteirista e escritor irlandês.
  - Néstor Kirchner, político argentino (m. 2010).

#### 1951–2000
- 1951
  - Don Quarrie, ex-velocista e treinador de atletismo jamaicano.
  - Paulo Mendes Peixoto, bispo brasileiro.
- 1952 — Joey Dunlop, motociclista britânico (m. 2000).
- 1953 — José María Aznar, político espanhol.
- 1954
  - Gerardo Pelusso, treinador de futebol uruguaio.
  - Getúlio Costa de Oliveira, ex-futebolista brasileiro.
  - Regina Casé, apresentadora e atriz brasileira.
- 1955
  - Alexander Vlasov, ex-patinador artístico russo.
  - Sibylle Baier, cantora e atriz alemã.
  - Hubert Baumgartner, ex-futebolista austríaco.
  - Leann Hunley, atriz norte-americana.
  - Regis Bonvicino, poeta brasileiro (m. 2025).
- 1956 — Simone Saback, compositora, escritora e jornalista brasileira.
- 1957 — Sérgio Marques, político português.
- 1958 — Kurt Rambis, ex-jogador e treinador de basquete americano.
- 1962
  - Birgit Fischer, ex-canoísta alemã.
  - Nuno Homem de Sá, ator português.
  - Gian Carlo Venturini, político samarinês.
- 1964 — José Mota, ex-futebolista e treinador de futebol português.
- 1965 — Susanna Rahkamo, ex-patinadora artística finlandesa.
- 1966
  - Téa Leoni, atriz canadense.
  - Alexis Denisof, ator norte-americano.
- 1967
  - Jenny Byrne, ex-tenista australiana.
  - Ed Balls, político britânico.
- 1968 — Sandrine Kiberlain, atriz francesa.
- 1970 — Shaun Goater, ex-futebolista e treinador de futebol bermudense.
- 1971
  - Sean Astin, ator, diretor e produtor americano.
  - Daniel Powter, cantor canadense.
  - Kaskade, DJ e produtor musical norte-americano.
  - Antonio Pinilla, ex-futebolista espanhol.
- 1973
  - Peter Ndlovu, ex-futebolista zimbabuense.
  - Anson Mount, ator e produtor norte-americano.
- 1974
  - Dominic Raab, político britânico.
  - Louise Wischermann, atriz brasileira.
  - Ahmet Yıldırım, ex-futebolista turco.
  - Litos, ex-futebolista português.
- 1975 — Chelsea Handler, apresentadora de televisão, atriz e escritora norte-americana.
- 1976
  - Bechara, ex-futebolista brasileiro.
  - Rashida Jones, atriz, cantora, escritora e modelo norte-americana.
  - Stephen Baidoo, ex-futeboista ganês.
- 1977
  - Josh Wolff, ex-futebolista norte-americano.
  - Djin Sganzerla, atriz brasileira.
- 1978
  - Big Ali, cantor, compositor, DJ e rapper estadunidense.
  - Yuji Nakazawa, ex-futebolista japonês.
  - Yazid Mansouri, ex-futebolista argelino.
- 1979
  - Triguinho, ex-futebolista brasileiro.
  - Karine Guerra, jogadora de vôlei brasilera.
- 1980
  - Fernando Santos, ex-futebolista brasileiro.
  - Fernanda de Freitas, atriz brasileira.
  - Youssouf Hadji, ex-futebolista marroquino.
- 1981
  - Łukasz Garguła, futebolista polonês.
  - Renata Colombo, jogadora de vôlei brasilera.
  - Park Ji-sung, ex-futebolista sul-coreano.
- 1982
  - Flavia Pennetta, ex-tenista italiana.
  - Maria Kanellis, wrestler norte-americana.
  - Bert McCracken, músico norte-americano.
  - Rocco Placentino, ex-futebolista canadense.
- 1983 — Eduardo da Silva, ex-futebolista brasileiro-croata.
- 1984
  - Didier Ya Konan, ex-futebolista marfinense.
  - João Pereira, ex-futebolista português.
  - Lovefoxxx, cantora brasileira.
  - Manu del Moral, ex-futebolista espanhol.
  - Salomón Libman, futebolista peruano.
- 1985 — Carlos Santos de Jesus, ex-futebolista brasileiro.
- 1986
  - James Phelps, ator britânico.
  - Oliver Phelps, ator britânico.
  - Justin Berfield, ator norte-americano.
  - Carlos Saleiro, ex-futebolista português.
- 1987
  - Andrew Poje, patinador artístico canadense.
  - Mevlüt Erdinç, futebolista turco.
  - Caio Braz, apresentador de TV brasileiro.
- 1988
  - Anna Tokiko, apresentadora e atriz brasileira.
  - Daniel Candeias, futebolista português.
  - Zou Kai, ginasta chinês.
- 1989 — Milan Badelj, futebolista croata.
- 1990
  - Rafael Romo, futebolista venezuelano.
  - Younès Belhanda, futebolista marroquino.
  - Pello Bilbao, ciclista espanhol.
- 1991
  - Adrien Tambay, automobilista francês.
  - Ashleigh Gentle, triatleta australiana.
- 1992
  - Amy Ruffle, atriz australiana.
  - Nico Müller, automobiista suíço.
- 1993 — Conor Coady, futebolista britânico.
- 1994
  - Eugenie Bouchard, tenista e modelo canadense.
  - Mackenzie Arnold, futebolista australiana.
  - Matthew Brabham, automobilista australiano-americano.
- 1995 — Francesca Michielin, cantora italiana.
- 1997
  - Isabelle Fuhrman, atriz norte-americana.
  - Santiago Ascacíbar, futebolista argentino.
  - Yuki Soma, futebolista japonês.
- 1998 — Ismaïla Sarr, futebolista senegalês.
- 1999
  - Gianluigi Donnarumma, futebolista italiano.
  - Rocky, cantor, dançarino e compositor sul-coreano.
  - Krépin Diatta, futebolista senegalês.
- 2000 — Tucker Albrizzi, ator norte-americano.

### Século XXI
- 2001
  - Vernon Carey Jr., jogador de basquete norte-americano.
  - Khellven, futebolista brasileiro.
- 2004 — Roman Staněk, automobilista tcheco.
- 2005
  - Noah Jupe, ator britânico.
  - Arda Güler, futebolista turco.

## Mortes

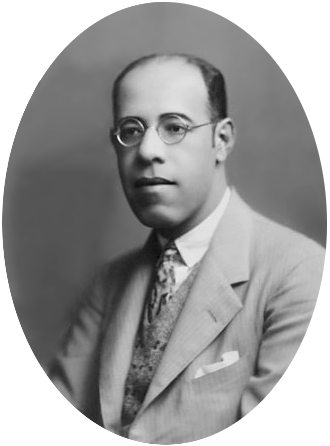
Mário de Andrade

### Anterior ao século XIX
- 0806 — Tarásio de Constantinopla, patriarca de Constantinopla (n. 730).
- 0891 — Fujiwara no Mototsune, regente japonês (n. 836).
- 1536 — Berchtold Haller, teólogo e reformador suíço-alemão (n. 1492).
- 1547 — Vittoria Colonna, marquesa de Pescara e poetisa italiana (n. 1490).
- 1558 — Leonor da Áustria, Rainha de Portugal e de França (n. 1498).
- 1601 — Robert Devereux, conde de Essex (n. 1566).
- 1603 — Catherine Carey, Condessa de Nottingham (n. 1547).
- 1634 — Albrecht von Wallenstein, general e político austríaco (n. 1583).
- 1655 — Daniel Heinsius, escritor e poeta flamengo (n. 1580).
- 1682 — Alessandro Stradella, compositor italiano (n. 1639).
- 1686 — Abraham Calovius, matemático, filósofo e teólogo alemão (n. 1612).
- 1713 — Frederico I da Prússia (n. 1657).
- 1723 — Christopher Wren, arquiteto inglês (n. 1632).
- 1748 — Ana Frederica Filipina de Eslésvico-Holsácia-Sonderburgo-Wiesenburgo, nobre alemã (n. 1665).

### Século XIX
- 1819 — Francisco Manuel do Nascimento, poeta e educador luso-francês (n. 1734).
- 1850 — Daoguang, imperador da China (n. 1782).
- 1852 — Thomas Moore, poeta e letrista irlandês (n. 1779).
- 1865 — Otto Ludwig, escritor, dramaturgo e crítico alemão (n. 1813).
- 1895 — Henry Bruce, 1.º Barão de Aberdare, político britânico (n. 1815).
- 1899 — Paul Julius Reuter, jornalista e empresário teuto-britânico (n. 1816).

### Século XX
- 1906 — Anton Arensky, pianista e compositor russo (n. 1861).
- 1910 — Thomas Worthington Whittredge, pintor e educador americano (n. 1820).
- 1912 — Guilherme IV, Grão-Duque de Luxemburgo (n. 1852).
- 1914 — John Tenniel, ilustrador britânico (n. 1820).
- 1915 — Charles Bessey, botânico, escritor e acadêmico americano (n. 1845).
- 1932 — Julieta Lanteri, médica e ativista ítalo-argentina (n. 1873).
- 1934 — Elizabeth Gertrude Britton, botânica e acadêmica americana (n. 1857).
- 1943 — Florida Ruffin Ridley, sufragista, ativista e escritora americana (n. 1861).
- 1945 — Mário de Andrade, escritor, poeta e fotógrafo brasileiro (n. 1893).
- 1948
  - Alexander Du Toit, geólogo sul-africano (m. 1878).
  - Juan Esteban Montero, político chileno (n. 1879).
- 1950 — George Minot, médico e acadêmico americano, ganhador do Prêmio Nobel (n. 1885).
- 1963 — Melville Jean Herskovits, antropólogo e acadêmico americano (n. 1895).
- 1964
  - Alexander Archipenko, escultor e ilustrador ucraniano (n. 1887).
  - Grace Metalious, escritora estadunidense (n. 1924).
- 1970 — Mark Rothko, pintor e acadêmico letão-americano (n. 1903).
- 1971 — Theodor Svedberg, químico e acadêmico sueco, ganhador do Prêmio Nobel (n. 1884).
- 1975 — Elijah Muhammad, líder religioso americano (n. 1897).
- 1983 — Tennessee Williams, dramaturgo e poeta estadunidense (n. 1911).
- 1987 — James Coco, ator americano (n. 1930).
- 1996
  - Haing S. Ngor, médico e escritor cambojano-americano (n. 1940).
  - Caio Fernando Abreu, jornalista, dramaturgo e escritor brasileiro (n. 1948).
- 1999 — Glenn Theodore Seaborg, químico e acadêmico americano, ganhador do Prêmio Nobel (n. 1912).

### Século XXI
- 2001 — Donald Bradman, jogador de críquete australiano (n. 1908).
- 2005
  - Peter Benenson, advogado britânico (n. 1921).
  - Pappo, cantor e compositor argentino (n. 1950).
- 2008
  - Static Major, rapper e compositor estadunidense (n. 1974).
  - Ashley Cooper, automobilista australiano (n. 1980).
- 2010 — Andrew Koenig, ator, escritor e ativista norte-americano (n. 1968).
- 2011
  - Suze Rotolo, cantora estadunidense (n. 1943).
  - Carola Scarpa, socialite e atriz brasileira (n. 1971).
- 2013 — Luiz Baccelli, ator, dramaturgo e professor brasileiro (m. 1943).
- 2014 — Paco de Lucía, guitarrista espanhol (n. 1947).
- 2015
  - Harve Bennett, roteirista e produtor americano (n. 1930).
  - Zezéu Ribeiro, político brasileiro (n. 1949).
- 2017 — Bill Paxton, ator e diretor americano (n. 1955).
- 2019
  - Mark Hollis, músico, cantor e compositor britânico (n. 1955).
  - Roberto Avallone, jornalista esportivo brasileiro (n. 1947).
  - Waldo Machado, futebolista brasileiro (n. 1934).
- 2020
  - Hosni Mubarak, militar e político egípcio (n. 1928).
  - João Carlos Rodrigues, futebolista brasileiro (n. 1947).
- 2021 — Martha Stewart, atriz estadunidense (n. 1922).
- 2022 — Farrah Forke, atriz americana (n. 1968).

## Feriados e eventos cíclicos

### Cristianismo
- Callisto Caravario
- Ciriaco Sancha y Hervás
- Etelberto de Kent
- Luigi Versiglia
- Roberto d'Arbrissel
- Sebastião de Aparício
- Tarásio de Constantinopla
- Valburga

## Outros calendários
- No calendário romano era o 5º dia (V) antes das calendas de março.
- No calendário litúrgico tem a letra dominical G para o dia da semana.
- No calendário gregoriano a epacta do dia é iv.